# Drepana x-z-nigrum
Drepana x-z-nigrum is een vlinder uit de familie van de eenstaartjes (Drepanidae). De wetenschappelijke naam werd gepubliceerd in 1942 door Bryk.